# 1966 ve filmu

## Události
- Americká společnost MGM Steel si nechala překopírovat své staré němé filmy na méně hořlavý acetátový materiál.
- V Nashvillu, stát Tennessee (USA), byla zabavena kopie filmu Kdo se bojí Virginie Woolfové?. Provozovatel kina byl navíc zatčen na základě městské vyhlášky o boji proti obscénnosti.
- Podle sdělení odborného časopisu Variety se tento rok natočilo z finančních důvodů v zahraničí 62 z 136 amerických filmů.
- Haysův kodex, cenzurní kodex americké kinematografie, se po letech 1956 a 1961 opět přizpůsobil změně etických hodnot. Od vzniku zvukového filmu kodex upravuje, co se nesmí ve filmu objevit - zpočátku určoval dokonce i maximální délku polibku.
- Studia Paramountu byla prodána koncernu Gulf+Western. Hollywoodské společnosti už nebyly schopny nést samy rizika filmového podnikání. V příštích letech fúzovala řada dalších studií s koncerny působícími v jiném oboru nebo se studia dostávali do závislosti na bankách a jiných investorech.
- Po protestech církve bylo ve Francii zakázáno uvedení psychologické studie Jacquesa Rivettea Jeptiška.
- Podle vzoru alternativních filmových tvůrců v New Yorku a jiných částech USA se také v Anglii organizovalo nezávislé zájmové sdružení London Film-Makers' Co-op.

## Nejvýdělečnější filmy roku
| Pořadí | Název                                 | Země | Tržba (v dolarech) |
| ------ | ------------------------------------- | ---- | ------------------ |
| 1.     | Havaj                                 | USA  | 15 553 000         |
| 2.     | Bible                                 | USA  | 15 000 000         |
| 3.     | Kdo se bojí Virginie Woolfové?        | USA  | 14 500 000         |
| 4.     | Strážní loď Sand Pebbles              | USA  | 13 500 000         |
| 5.     | Člověk pro každé počasí               | USA  | 12 750 000         |
| 6.     | Rusové přicházejí! Rusové přicházejí! | USA  | 10 164 000         |
| 7.     | Grand Prix                            | USA  | 9 771 000          |
| 8.     | Profesionálové                        | USA  | 9 389 000          |
| 9.     | Madame X                              | USA  | 8 800 000          |
| 10.    | Alfie                                 | USA  | 8 500 000          |

## Ocenění

### Oscar
Nejlepší film: Člověk pro každé počasí
Nejlepší režie: Fred Zinnemann - Člověk pro každé počasí
Nejlepší mužský herecký výkon: Paul Scofield - Člověk pro každé počasí
Nejlepší ženský herecký výkon: Elizabeth Taylor - Kdo se bojí Virginie Woolfové?
Nejlepší mužský herecký výkon ve vedlejší roli: Walter Matthau - The Fortune Cookie
Nejlepší ženský herecký výkon ve vedlejší roli: Sandy Dennis - Kdo se bojí Virginie Woolfové?
Nejlepší cizojazyčný film: Muž a žena (Un homme et une femme), režie Claude Lelouch, Francie

### Zlatý Glóbus
Drama
Nejlepší film: Člověk pro každé počasí
Nejlepší herec: Paul Scofield - Člověk pro každé počasí
Nejlepší herečka: Anouk Aimée - Muž a žena
Muzikál nebo komedie
Nejlepší film: Rusové přicházejí! Rusové přicházejí!
Nejlepší herec: Alan Arkin - Rusové přicházejí! Rusové přicházejí!
Nejlepší herečka: Lynn Redgrave - Dívka Georgy
Jiné
Nejlepší režie: Fred Zinnemann - Člověk pro každé počasí

## Zahraniční filmy roku 1966
- Hlad (režie Henning Carlsen)
- Je léto, půl jedenácté večer
- Africa Addio
- Chelsea Girls
- Evženie Grandetová
- Grand restaurant pana Septima
- Happy end
- Hodný, zlý a ošklivý
- Hon na lišku
- Profesionálové
- Vinnetou a míšenka Apanači
- Zvětšenina
- Zálesák

## Narozeniny
- 6. ledna - A. R. Rahman, indický skladatel
- 13. ledna - Patrick Dempsey, americký herec
- 19. ledna – Ondřej Malý, český herec
- 27. ledna – Miroslava Pleštilová, česká herečka
- 7. února - Chris Rock, americký herec a komik
- 24. února – Billy Zane, americký herec a režisér
- 25. února - Tea Leoni, americká herečka
- 31. března – Jan Potměšil, český herec
- 8. dubna - Robin Wright Penn, americká herečka
- 9. dubna - Cynthia Nixonová, americká herečka
- 15. dubna – Igor Bareš, český herec
- 16. května – Janet Jacksonová, americká zpěvačka, skladatelka, producentka, tanečnice a herečka
- 26. května - Helena Bonham Carter, americká herečka
- 3. června – Jiří Langmajer, český herec
- 14. června – Traylor Howard, americká herečka
- 19. června - Marion Vernoux, francouzská režisérka a scenáristka
- 6. července – Jiří Macháček, český herec a zpěvák
- 27. června – J. J. Abrams, americký filmový a televizní producent, scenárista, režisér, herec a skladatel
- 28. června - John Cusack, americký herec, bratr herečky Joan Cusack
- 28. června - Mary Stuart Masterson, americká herečka
- 10. července - A. O. Scott, americký filmový kritik z New York Times
- 11. července - Debbe Dunning, americká herečka
- 14. července – Matthew Fox, americký herec
- 15. července - Irène Jacob, francouzské herečka
- 29. července - Martina McBride, populární country zpěvačka
- 14. srpna - Halle Berryová, americká herečka
- 16. srpna – Jan Vondráček, český herec
- 2. září - Salma Hayek, mexická herečka
- 7. září – Zdeněk Izer, český herec
- 9. září - Adam Sandler, americký herec
- 30. září – Kamil Halbich, český herec
- 6. října – Petr Jarchovský, český scenárista a dramaturg
- 11. října – Luke Perry, americký herec
- 22. října – Valeria Golino, italská herečka
- 2. listopadu – David Schwimmer, americký herec a režisér
- 17. listopadu - Sophie Marceau, francouzská herečka
- 23. listopadu - Vincent Cassel, francouzský herec
- 21. prosince - Kiefer Sutherland, americký herec

## Úmrtí
- 14. ledna - Barry Fitzgerald, 72, irský herec
- 22. ledna - Herbert Marshall, 75, britský herec
- 31. ledna - Elizabeth Patterson, 90, americká herečka
- 1. února - Buster Keaton, 70, americký herec a filmový režisér
- 1. února - Hedda Hopper, 80, americká herečka
- 9. února - Sophie Tucker, 82, americká zpěvačka a herečka
- 23. února – Bedřich Vrbský, 75, český herec
- 5. června - Natacha Rambova, 69, americká herečka
- 19. června - Ed Wynn, 79, americký herec
- 23. července - Montgomery Clift, 45, americký herec
- 23. července - Douglass Montgomery, 59, americký herec
- 31. července – Andrej Bagar, 65, slovenský herec a divadelní režisér
- 3. srpna - Lenny Bruce, 40, americký komik a satirik
- 15. srpna - Jan Kiepura, 64, polský tenorista a herec
- 15. srpna - Seena Owen, 71, americká herečka
- 23. srpna - Francis X. Bushman, 83, americký herec
- 14. září - Nikolaj Čerkasov, 63, sovětský herec
- 13. října - Clifton Webb, 76, americký herec
- 16. října - George O'Hara, 67, americký herec
- 24. října - Hans Dreier, 81, německý umělecký režisér evropských a amerických filmů
- 19. listopadu – Terezie Brzková, 91, česká herečka
- 14. prosince - Richard Whorf, 60, americký herec a režisér
- 15. prosince - Walter Disney, 65, americký producent a karikaturista

## Filmové debuty
- Michael Douglas
- Harrison Ford